# Premi César 2015

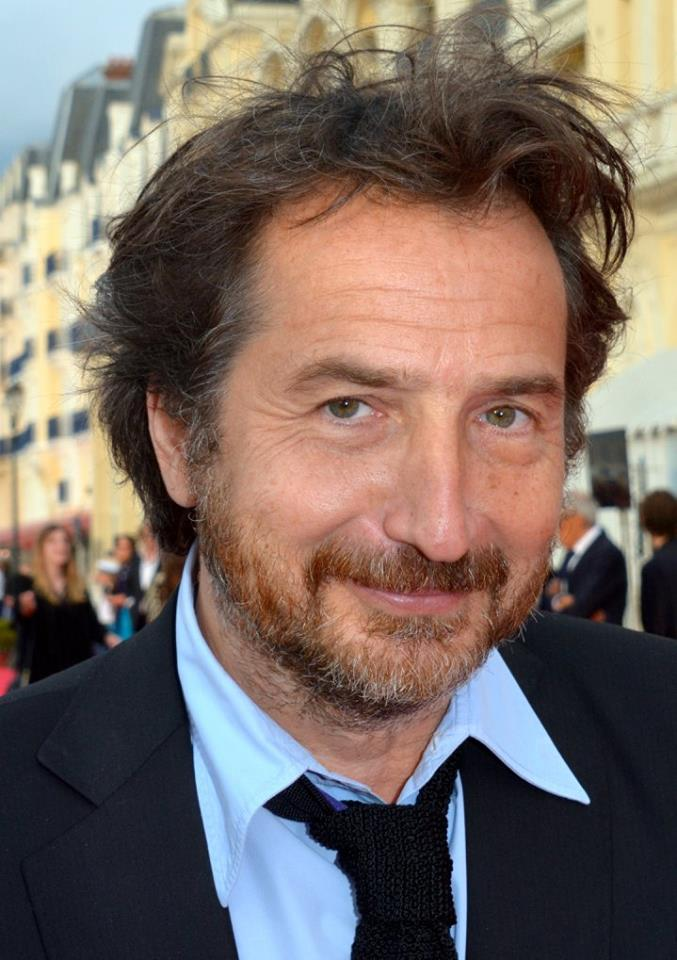
Édouard Baer presentatore della cerimonia

La cerimonia di premiazione della 40ª edizione dei Premi César si è svolta il 20 febbraio 2015 al Théâtre du Châtelet di Parigi. È stata presieduta da Dany Boon e presentata da Édouard Baer. È stata trasmessa da Canal+.
Ad ottenere il maggior numero di candidature (dieci) sono state le pellicole The Fighters - Addestramento di vita e Saint Laurent.
Il film che ha ottenuto il maggior numero di premi è stato Timbuktu.

## Vincitori e candidati
I vincitori sono indicati in grassetto, a seguire gli altri candidati.

### Miglior film
- Timbuktu, regia di Abderrahmane Sissako
- The Fighters - Addestramento di vita (Les Combattants), regia di Thomas Cailley
- Eastern Boys, regia di Robin Campillo
- La famiglia Bélier (La famille Bélier), regia di Éric Lartigau
- Saint Laurent, regia di Bertrand Bonello
- Ippocrate (Hippocrate), regia di Thomas Lilti
- Sils Maria, regia di Olivier Assayas

### Miglior regista
- Abderrahmane Sissako - Timbuktu
- Céline Sciamma - Diamante nero (Bande de filles)
- Thomas Cailley - The Fighters - Addestramento di vita (Les Combattants)
- Robin Campillo - Eastern Boys
- Thomas Lilti - Ippocrate (Hippocrate)
- Bertrand Bonello - Saint Laurent
- Olivier Assayas - Sils Maria

### Miglior attore
- Pierre Niney - Yves Saint Laurent
- Romain Duris - Una nuova amica (Une nouvelle amie)
- Gaspard Ulliel - Saint Laurent
- Guillaume Canet - La prochaine fois je viserai le cœur
- Niels Arestrup - Diplomacy - Una notte per salvare Parigi (Diplomatie)
- François Damiens - La famiglia Bélier (La famille Bélier)
- Vincent Lacoste - Ippocrate (Hippocrate)

### Miglior attrice
- Adèle Haenel – The Fighters - Addestramento di vita (Les Combattants)
- Juliette Binoche – Sils Maria
- Catherine Deneuve – Piccole crepe, grossi guai (Dans la cour)
- Marion Cotillard – Due giorni, una notte (Deux jours, une nuit)
- Émilie Dequenne – Sarà il mio tipo? (Pas son genre)
- Sandrine Kiberlain – Elle l'adore
- Karin Viard – La famiglia Bélier (La Famille Bélier)

### Migliore attore non protagonista
- Reda Kateb - Ippocrate (Hippocrate)
- Éric Elmosnino - La famiglia Bélier (La famille Bélier)
- Jérémie Renier - Saint Laurent
- Guillaume Gallienne - Yves Saint Laurent
- Louis Garrel - Saint Laurent

### Migliore attrice non protagonista
- Kristen Stewart - Sils Maria
- Marianne Denicourt - Ippocrate (Hippocrate)
- Claude Gensac - Lulu femme nue
- Izïa Higelin - Samba
- Charlotte Le Bon - Yves Saint Laurent

### Migliore promessa maschile
- Kévin Azaïs - The Fighters - Addestramento di vita (Les Combattants)
- Ahmed Dramé - Una volta nella vita (Les Héritiers)
- Kirill Emelyanov - Eastern Boys
- Pierre Rochefort - Un beau dimanche
- Marc Zinga - Qu'Allah bénisse la France

### Migliore promessa femminile
- Louane Emera - La famiglia Bélier (La famille Bélier)
- Lou de Laâge - Respire
- Joséphine Japy - Respire
- Ariane Labed - Fidelio, l'odyssée d'Alice
- Karidja Touré - Diamante nero (Bande de filles)

### Migliore sceneggiatura originale
- Abderrahmane Sissako e Kessen Tall – Timbuktu
- Thomas Cailley e Claude Le Pape - The Fighters - Addestramento di vita (Les Combattants)
- Victoria Bedos e Stanislas Carré de Malberg – La famiglia Bélier (La famille Bélier)
- Thomas Lilti, Julien Lilti, Baya Kasmi e Pierre Chosson – Ippocrate (Hippocrate)
- Olivier Assayas – Sils Maria

### Migliore adattamento
- Cyril Gély e Volker Schlöndorff – Diplomacy - Una notte per salvare Parigi (Diplomatie)
- Mathieu Amalric e Stéphanie Cléau – La Chambre bleue
- Sólveig Anspach e Jean-Luc Gaget – Lulu femme nue
- Lucas Belvaux – Pas son genre
- Cédric Anger – La prochaine fois je viserai le cœur

### Migliore fotografia
- Sofian El Fani – Timbuktu
- Christophe Beaucarne – La bella e la bestia (La Belle et la Bête)
- Josée Deshaies – Saint Laurent
- Yorick Le Saux – Sils Maria
- Thomas Hardmeier – Yves Saint Laurent

### Miglior montaggio
- Nadia Ben Rachid – Timbuktu
- Lilian Corbeille – The Fighters - Addestramento di vita (Les Combattants)
- Christel Dewynter – Ippocrate (Hippocrate)
- Frédéric Baillehaiche – Party Girl
- Fabrice Rouaud – Saint Laurent

### Migliore scenografia
- Thierry Flamand – La bella e la bestia (La Belle et la Bête)
- Jean-Philippe Moreaux – French Connection (La French)
- Katia Wyszkop – Saint Laurent
- Sébastien Birchler – Timbuktu
- Aline Bonetto – Yves Saint Laurent

### Migliori costumi
- Anaïs Romand – Saint Laurent
- Pierre-Yves Gayraud – La bella e la bestia (La Belle et la Bête)
- Carine Sarfati – French Connection (La French)
- Pascaline Chavanne – Una nuova amica (Une nouvelle amie)
- Madeline Fontaine – Yves Saint Laurent

### Migliore musica
- Amine Bouhafa – Timbuktu
- Jean-Baptiste de Laubier – Diamante nero (Bande de filles)
- Béatrice Thiriet – Bird Peopl
- Lionel Flairs, Benoît Rault e Philippe Deshaies - The Fighters - Addestramento di vita (Les Combattants)
- Ibrahim Maalouf – Yves Saint Laurent

### Miglior sonoro
- Philippe Welsh, Roman Dymny, Thierry Delor – Timbuktu
- Pierre André, Daniel Sobrino – Diamante nero (Bande de filles)
- Jean-Jacques Ferran, Nicolas Moreau, Jean-Pierre Laforce – Bird People
- Jean-Luc Audy, Guillaume Bouchateau, Antoine Baudouin, Niels Barletta – The Fighters - Addestramento di vita (Les Combattants)
- Nicolas Cantin, Nicolas Moreau, Jean-Pierre Laforce – Saint Laurent

### Miglior film straniero
- Mommy, regia di Xavier Dolan
- 12 anni schiavo, regia di Steve McQueen
- Boyhood, regia di Richard Linklater
- Due giorni, una notte, regia di Jean-Pierre e Luc Dardenne
- Ida, regia di Paweł Pawlikowski
- Grand Budapest Hotel, regia di Wes Anderson
- Il regno d'inverno - Winter Sleep, regia di Nuri Bilge Ceylan

### Migliore opera prima
- The Fighters - Addestramento di vita (Les Combattants), regia di Thomas Cailley
- Elle l'adore, regia di Jeanne Herry
- Fidelio, l'odyssée d'Alice, regia di Lucie Borleteau
- Party Girl, regia di Marie Amachoukeli, Claire Burger e Samuel Theis
- Qu'Allah bénisse la France, regia di Abd al Malik

### Miglior documentario
- Il sale della terra (Le Sel de la Terre), regia di Wim Wenders e Juliano Ribeiro Salgado
- Caricaturistes, fantassins de la démocratie, regia di Stéphanie Valloatto
- Les Chèvres de ma mère, regia di Sophie Audier
- La Cour de Babel, regia di Julie Bertuccelli
- National Gallery, regia di Frederick Wiseman

### Miglior film d'animazione
- Minuscule - La valle delle formiche perdute (Minuscule - La vallée des fourmis perdues), regia di Thomas Szabo e Hélène Giraud
- La canzone del mare (Song of the Sea), regia di Tomm Moore
- Jack et la Mécanique du cœur, regia di Mathias Malzieu e Stéphane Berla

### Miglior cortometraggio
- La Femme de Rio, regia di Emma Luchini e Nicolas Rey
- Aïssa, regia di Clément Tréhin-Lalanne
- Inupiluk, regia di Sébastien Betbeder
- Les Jours d'avant, regia di Karim Moussaoui
- Où je mets ma pudeur, regia di Sébastien Bailly
- La Virée à Paname, regia di Carine May e Hakim Zouhani

### Miglior cortometraggio d'animazione
- Les Petits Cailloux, regia di Chloé Mazlo
- Bang Bang!, regia di Julien Bisaro
- La Bûche de Noël, regia di Vincent Patar e Stéphane Aubier
- La Petite Casserole d'Anatole, regia di Eric Montchaud

### Premio César onorario
- Sean Penn